# Сідловина

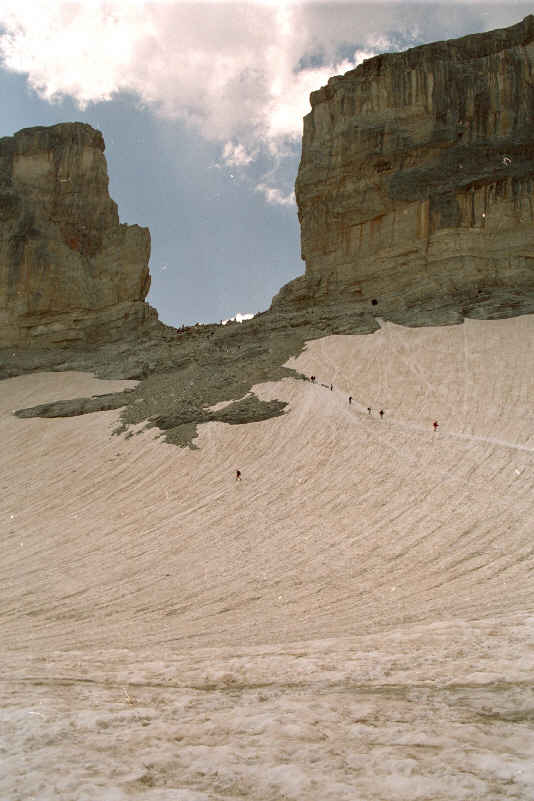
Сідловина перевалу Бреш-де-Роланд (Піренеї).

Сідловина — форма рельєфу, який у цьому місці є зниженою ділянкою вододілу між двома горбами і двома лощинами, що відходять від сідловини у протилежні боки.
Пониження в гребні гірського хребта тектонічного або ерозійно-денудаційного походження. Найглибші сідловини використовуються як перевали через гірський хребет.
Склепінчаста частина антиклінальної складки (частіше — в англо- та німецькомовній літературі).